# Veneranda
Veneranda  è un nome proprio di persona italiano femminile.

## Varianti
- Ipocoristici: Venera[3]
- Maschile: Venerando[1][3]

### Varianti in altre lingue
- Latino: Veneranda[1][2]
  - Maschili: Venerandus[1][2]

## Origine e diffusione
È un tardo nome cristiano, che si basa sul termine latino venerandus, gerundivo del verbo venerari ("venerare", "adorare"), quindi significa "degna di venerazione", "da venerare", "venerabile".
Si ricorda una santa con questo nome, ma la sua diffusione è dovuta quasi esclusivamente ad un titolo con cui è venerata la Madonna, Virgo Veneranda ("Vergine Venerabile"). È attestata una forma maschile, Venerando, ma il nome è usato pressoché solo al femminile.

## Onomastico
L'onomastico si festeggia il 14 novembre in ricordo di santa Veneranda, martire in Gallia o a Roma sotto Antonino Pio; al maschile si ricordano invece san Venerando, martire a Troyes sotto Aureliano, anch'egli commemorato il 14 novembre, e un beato Venerando, vescovo di Clermont, il 24 dicembre.

## Persone

### Variante maschile Venerando
- Venerando Correnti, antropologo e docente italiano
- Venerando Gangi, poeta e scultore italiano
- Venerando Pulizzi, musicista e direttore di banda italiano naturalizzato statunitense